# Como a Mente Funciona
Como a mente funciona é um livro do professor Steven Pinker, publicado em 1997.
Nesta obra o autor desenvolve uma "descrição" da mente a partir de duas vertentes: a biologia evolucionista e a revolução cognitiva, derivando de ambas uma "psicologia evolucionista", cujo cerne considera a mente como resultado da evolução da espécie visando satisfazer demandas humanas desde suas ancestralidades.
A mente é, portanto, algo que o cérebro faz e algo específico: computar informações. Embora considere inadequada uma metáfora no computador a obra se vale da chamada Teoria Computacional da Mente, segundo a qual, os significados ou símbolos, são causa e causados da ação física de bits de matéria.

## Veja outros livros do autor
- Language Learnability and Language Development (1984)
- Visual Cognition (1985)
- Connections and Symbols (1988)
- Learnability and Cognition: The Acquisition of Argument Structure (1989)
- Lexical and Conceptual Semantics (1992)
- The Language Instinct (1994) (tradução portuguesa por Laura Teixeira Motta: O Instinto da linguagem)
- Words and Rules: The Ingredients of Language (1999)
- How the Mind Works (edição brasileira "Como a Mente Funciona) (1998)
- The Blank Slate: The Denial of Human Nature in Modern Intellectual Life (2002) (tradução portuguesa por Laura Teixeira Motta: Tábula rasa)
- The Good Angels of Our Nature (edição brasileira "Os Anjos Bons da Nossa Natureza") (2013)